# Margoth Escobar
Mercedes Margoth Escobar Villarroel (Puyo, 1954) es una activista ecuatoriana por los derechos ambientales e indígenas.

## Trayectoria
Escobar es mestiza y nació en Puyo, Pastaza. Es una mujer amazónica que se opone a la extracción de recursos naturales en la Amazonía ecuatoriana.
Se inició en el activismo a los 19 años. En 1975, ayudó a crear la Unión Provincial de Organizaciones Campesinas de Manabí, que fue importante en la recuperación de las tierras rurales de varias familias en la provincia de Manabí.
En el 1980 comenzó a apoyar la defensa de los territorios de la Organización de Pueblos indígenas del Pastaza en contra de la colonización de migrantes en territorios indígenas, razón por la cual en 1984 perdió su puesto en el Instituto Ecuatoriano de Reforma Agraria y Colonización. También en 1985 perdió su trabajo en Radio Puyo por expresar su solidaridad con la defensa de los derechos de las nacionalidades indígenas.
En 1992 participó en el primer levantamiento indígena uniéndose a la marcha de la OPIP en defensa de la legalización de los territorios de 7 nacionalidades indígenas.
En 1996, junto con las mujeres de la CONFENIAE participó en la toma de las oficinas de la empresa petrolera Tripetrol, lo que tuvo como consecuencia que fuera juzgada bajo acusación de asalto, secuestro, y terrorismo, y dada su condición de mestiza fue procesada como cabecilla de las acciones.
Fue acusada de agredir al director de Belorusneft, Andrey Nikonov, y fue citada por la fiscalía en 2014, acusada de sabotaje y terrorismo.
El 13 de agosto de 2015, Escobar fue golpeada y arrestada tras una huelga general y manifestación en Puyo, que había sido organizada por el sindicato de trabajadores sindicales y organizaciones indígenas, incluida la Confederación de Nacionalidades Indígenas del Ecuador (Conaie). Las manifestaciones pedían reforma agraria, mejor acceso a los servicios de salud, oposición al desarrollo minero, un tratado de libre comercio con la Unión Europea y oposición a una propuesta de reforma a la Constitución de Ecuador que hubiera permitido la reelección del presidente Rafael Correa indefinidamente. Un juez dictaminó que debía permanecer en prisión preventiva durante 30 días, para evitar que perturbara el orden público. En diciembre de 2015, se retiraron los cargos por falta de pruebas.
La casa de Escobar fue destruida por un incendio provocado el 29 de septiembre de 2018. La casa había sido un lugar de encuentro para Mujeres Amazónicas, del que ella es miembro. También conocido como Colectivo de Mujeres Amazónicas, el grupo mayoritariamente indígena defiende la Amazonía ecuatoriana. Otras integrantes de Mujeres Amazónicas, Nema Grefa, Patricia Gualinga y Salomé Aranda, también habían sido agredidas y amenazadas, y el grupo, en conjunto con Amnistía Internacional, recogió y entregó más de 250.000 firmas al fiscal general de Ecuador exigiendo avances en la investigaciones estancadas. Las firmas se entregaron el 9 de marzo de 2015.